# Kardam (distrikt i Tărgovisjte)
Kardam (bulgariska: Кардам) är ett distrikt i Bulgarien.   Det ligger i kommunen Obsjtina Popovo och regionen Tărgovisjte, i den nordöstra delen av landet, 250 km öster om huvudstaden Sofia.